# Sophie Herbrecht
Sophie Herbrecht (født 13. februar 1982) er en håndboldspiller fra Frankrig. Hun spiller på Frankrigs håndboldlandshold, og deltog under VM 2003 i Kroatien.
Hun spiller til dagligt i den franske klub Brest Bretagne Handball.